# Tinus prusius
Tinus prusius is een spinnensoort in de taxonomische indeling van de kraamwebspinnen (Pisauridae).
Het dier behoort tot het geslacht Tinus. De wetenschappelijke naam van de soort werd voor het eerst geldig gepubliceerd in 1976 door Carico.